# Vladimír Srb
Vladimír Srb (ur. 19 czerwca 1856 w Hořicach, zm. 11 maja 1916 w Pradze) – czeski prawnik i polityk, burmistrz Pragi w latach 1901−1906, poseł do Sejmu Krajowego i Rady Państwa.

## Życiorys
W 1880 ukończył studia prawnicze i rozpoczął praktyki w kancelarii Tomáša Černego. W 1886 otworzył własną kancelarię prawniczą w Pradze. Od 1889 jako przedstawiciel partii staroczechów zasiadał w radzie miejskiej Pragi. W latach 1901−1906 był burmistrzem Pragi. W latach 1901−1913 był także posłem do Sejmu Krajowego Królestwa Czech, w 1907 został wybrany do Rady Państwa, ale w 1909 zrezygnował z mandatu.
W 1901 został odznaczony Krzyżem Komandorskim z Gwiazdą Order Franciszka Józefa.